# Roning under sommer-OL 2012
Roning under sommer-OL 2012 i London afholds efter planen i perioden lørdag 28. juli til søndag 04. august 2012. Konkurrencerne vil blive roet på Dorney Lake, som i forbindelse med legene officielt bliver kaldt Eton Dorney. Fjorten øvelser vil blive gennemført af 550 idrætsudøvere, 353 mænd og 197 kvinder.
Eton Dorney Rowng Centre ved Dorney Lake nær Windsor Castle ligger 40 km vest for London. Anlægget har otte baner og er 2200 meter langt med en publikumskapacitet på 30.000. Her vil det konkurrreret i otte øvelser for mænd og seks for kvinder.

## Medaljer

### Medaljeoversigt
| Placering | Land           | Guld | Sølv | Bronze | Total |
| --------- | -------------- | ---- | ---- | ------ | ----- |
| 1         | Storbritannien | 4    | 2    | 3      | 9     |
| 2         | New Zealand    | 3    | 0    | 2      | 5     |
| 3         | Tyskland       | 2    | 1    | 0      | 3     |
| 4         | Danmark        | 1    | 1    | 1      | 3     |
| 5         | Tjekkiet       | 1    | 1    | 0      | 2     |
| 6         | USA            | 1    | 0    | 2      | 3     |
| 7         | Sydafrika      | 1    | 0    | 0      | 1     |
| 7         | Ukraine        | 1    | 0    | 0      | 1     |
| 9         | Australien     | 0    | 3    | 2      | 5     |
| 10        | Canada         | 0    | 2    | 0      | 2     |
| 11        | Kina           | 0    | 1    | 0      | 1     |
| 11        | Kroatien       | 0    | 1    | 0      | 1     |
| 11        | Frankrig       | 0    | 1    | 0      | 1     |
| 11        | Italien        | 0    | 1    | 0      | 1     |
| 15        | Grækenland     | 0    | 0    | 1      | 1     |
| 15        | Holland        | 0    | 0    | 1      | 1     |
| 15        | Polen          | 0    | 0    | 1      | 1     |
| 15        | Slovenien      | 0    | 0    | 1      | 1     |
| Total     | Total          | 14   | 14   | 14     | 42    |

### Mænd
| Konkurrence             | Guld | Sølv | Bronze |
| ----------------------- | --- | --- | --- |
| Singlesculler           | Mahe Drysdale (NZL) | Ondřej Synek (CZE) | Alan Campbell (GBR) |
| Dobbeltsculler          | (NZL) Nathan Cohen Joseph Sullivan | (ITA) Romano Battisti Alessio Sartori | (SLO) Iztok Cop Luka Spik |
| Dobbeltsculler, letvægt | (DEN) Mads Rasmussen Rasmus Quist Hansen | (GBR) Zac Purchase Mark Hunter | (NZL) Storm Uru Peter Taylor |
| Dobbeltfirer            | Tyskland · Karl Schulze · Philipp Wende · Lauritz Schoof · Tim Grohmann                                                                                              | Kroatien · David Šain · Martin Sinković · Damir Martin · Valent Sinković                                                                                | Australien · Chris Morgan · Karsten Forsterling · James McRae · Daniel Noonan                                                                                         |
| Toer uden styrmand      | New Zealand · Eric Murray · Hamish Bond | Frankrig · Germain Chardin · Dorian Mortelette | Storbritannien · George Nash · William Satch |
| Firer uden styrmand     | Storbritannien (GBR) · Alex Gregory · Tom James · Pete Reed · Andrew Triggs-Hodge                                                                                    | Australien (AUS) · James Chapman · Joshua Dunkley-Smith · Drew Ginn · William Lockwood                                                                  | USA (USA) · Charlie Cole · Scott Gault · Glenn Ochal · Henrik Rummel                                                                                                  |
| Firer letvægt           | Sydafrika · James Thompson · Matthew Brittain · John Smith · Sizwe Ndlovu                                                                                            | Storbritannien · Peter Chambers · Rob Williams · Richard Chambers · Chris Bartley                                                                       | Danmark · Kasper Winther · Morten Jørgensen · Jacob Barsoe · Eskild Ebbesen                                                                                           |
| Otter                   | Tyskland · Filip Adamski · Andreas Kuffner · Eric Johannesen · Maximilian Reinelt · Richard Schmidt · Lukas Müller · Florian Mennigen · Kristof Wilke · Martin Sauer | Canada · Gabriel Bergen · Douglas Csima · Robert Gibson · Conlin McCabe · Malcolm Howard · Andrew Byrnes · Jeremiah Brown · Will Crothers · Brian Price | Storbritannien · Alex Partridge · James Foad · Tom Ransley · Richard Egington · Mohamed Sbihi · Greg Searle · Matthew Langridge · Constantine Louloudis · Phelan Hill |

### Kvindernes event
| Event                   | Guld | Sølv | Bronze |
| ----------------------- | --- | --- | --- |
| Singlesculler           | Miroslava Knapkova (CZE) | Fie Udby Erichsen (DEN) | Kim Crow (AUS) |
| Dobbeltsculler          | Anna Watkins · og Katherine Grainger (GBR) | Kim Crow · og Brooke Pratley (AUS) | Magdalena Fularczyk · og Julia Michalska (POL) |
| Dobbeltfirer            | Ukraine (UKR) · Kateryna Tarasenko · Nataliya Dovgodko · Anastasiia Kozhenkova · Yana Dementieva                                                         | Tyskland (GER) · Annekatrin Thiele · Carina Bär · Julia Richter · Britta Oppelt | USA (USA) · Natalie Dell · Kara Kohler · Megan Kalmoe · Adrienne Martelli |
| Dobbeltsculler, letvægt | Katherine Copeland · and Sophie Hosking (GBR) | Xu Dongxiang · and Huang Wenyi (CHN) | Christina Giazitzidou · and Alexandra Tsiavou (GRE) |
| Toer uden styrmand      | Helen Glover · og Heather Stanning (GBR) | Kate Hornsey · og Sarah Tait (AUS) | Juliette Haigh · og Rebecca Scown (NZL) |
| Otter                   | USA (USA) · Erin Cafaro · Susan Francia · Esther Lofgren · Taylor Ritzel · Meghan Musnicki · Eleanor Logan · Caroline Lind · Caryn Davies · Mary Whipple | Canada (CAN) · Janine Hanson · Rachelle Viinberg · Krista Guloien · Lauren Wilkinson · Natalie Mastracci · Ashley Brzozowicz · Darcy Marquardt · Andreanne Morin · Lesley Thompson-Willie | Holland (NED) · Jacobine Veenhoven · Nienke Kingma · Chantal Achterberg · Sytske de Groot · Roline Repelaer van Driel · Claudia Belderbos · Carline Bouw · Annemiek de Haan · Anne Schellekens |